# سانتو دوميغنو دي سايلوس
بلدية سانتو دوميغنو دي سايلوس (بالإسبانية: Santo Domingo de Silos)‏, هي إحدى بلديات مقاطعة برغش, التي تقع في منطقة قشتالة وليون, والتي تقع في شمال غرب إسبانيا.
يبلغ عدد سكانها 305 نسمة وفقاً لإحصائية سنة (2002).